# Dipterocypsela
Dipterocypsela é um género botânico pertencente à família Asteraceae.